# Art Shell
Arthur Lee Shell Jr. (Charleston, Carolina del Sur, 26 de noviembre de 1946), más conocido como Art Shell, es un exjugador profesional estadounidense de fútbol americano que se desempeñó en la posición de offensive tackle en la National Football League (NFL). Es miembro del Salón de la Fama del Fútbol Americano Profesional.

## Carrera
Shell jugó como profesional quince temporadas en Las Vegas Raiders (1968-1982), equipo en el que se retiró.

## Reconocimiento
El 5 de agosto de 1989, ingresó como miembro al Salón de la Fama del Fútbol Americano Profesional.